# 联合左翼 (委内瑞拉)
联合左翼（西班牙語：Izquierda Unida，缩写为IU）是委内瑞拉的一个左翼政党，奉行社会主义和查韦斯主义。该党成立于2002年，由争取社会主义运动中的一些支持乌戈·查韦斯领导的“玻利瓦尔革命”的成员建立。2020年，该党加入左翼政党联盟人民革命替代，反对尼古拉斯·马杜罗政府。